# Eagle River (Michigan)
Eagle River település az Amerikai Egyesült Államok Michigan államában, Keweenaw megyében, melynek megyeszékhelye is. Lakosainak száma 65 fő (2020. április 1.).

## Népesség
A település népességének változása:

| 2010 | 71 |
| 2020 | 65 |